# CMS Oissel
Câu lạc bộ Municipa Sportif d'Oissel là một câu lạc bộ thể thao của Pháp được thành lập vào năm 1968. Câu lạc bộ có trụ sở tại Oissel, Seine-Maritime và bao gồm các đội bóng rổ, bóng ném và bóng đá. Sân vận động của đội là Stade Marcel Billard trong thị trấn, nơi có sức chứa 4.000 khán giả. Một số cầu thủ bóng đá đáng chú ý đã chơi cho câu lạc bộ, bao gồm Matthieu Louis-Jean và Grégory Tafforeau.

## liên kết ngoài
- Website chính thức (tiếng Pháp)